# Macone
Macone (in greco antico: Μάχων?, Máchon; Corinto o forse Sicione, metà III secolo a.C. – ...) è stato un poeta greco antico.

## Biografia
Di Sicione o Corinto, sarebbe vissuto all'epoca del drammaturgo Apollodoro di Caristo (III secolo a.C.). Tuttavia, pur essendo autore di commedie, Macone, secondo le fonti, operò principalmente ad Alessandria, tanto che è ricordato da Ateneo anche come maestro dell'erudito Aristofane di Bisanzio (vissuto, grosso modo, dal 257 al 180 a.C.):
(Ateneo, XIV, 664a)
Sepolto ad Alessandria, sulla sua tomba, sempre a detta di Ateneo, era inciso questo epigramma di Dioscoride:
fai germogliare un'edera contenziosa e viva sulla tomba:

ché non di qualcosa di ritrito, ma dell'arte arcaica

qualcosa di degno tu ricopri i resti.
 
E ciò dirà il vecchio: "O città di Cecrope, anche presso il Nilo

vi è ove germoglia il pungente timo tra le Muse".»
(Dioscoride, in Anth. Pal., VII 708 - trad. A. D'Andria)

## Opere
Delle opere di Macone sappiamo che fu autore di commedie, delle quali ci sono stati tramandati alcuni frammenti indiretti della Ἄγνοια e della Ἐπιστoλή. Ad essi si è aggiunta una citazione, non testuale, dall'Auge (sicuramente una commedia mitologica, che parodiava Euripide), in Filodemo di Gadara.
Ateneo, inoltre, ha conservato 462 versi di divertenti aneddoti in trimetri giambici, le Χρεῖαι. Il titolo stesso è una parodia delle massime di tipo filosofico e morale in cui i retori si esercitavano spesso: il fatto che Macone abbia deciso di concentrare le sue massime, in modo indiscriminato, in bocca a etere, parassiti e poeti (tra i quali Difilo, Euripide, Filosseno), così come importanti figure politiche (Tolomeo o Demetrio I Poliorcete), dimostra che l'opera fu scritta certamente per intrattenimento, ma anche con fine altamente sovversivo rispetto alle sentenze filosofiche per noi testimoniate solo da opere molto più tarde.
Macone scrive, inoltre in un linguaggio fintamente colloquiale, che riproduce l'interesse per le forme della lingua parlata presenti in molta letteratura alessandrina. Lo stile semplice punta soprattutto sulle freddure e, non di rado, su doppi sensi osceni, che dovevano rappresentare una sorta di gossip letterario per il pubblico colto dell'autore:
(A. W. Bulloch, La poesia ellenistica. Figure minori, in Letteratura greca della Cambridge University. Milano 2007, p. 351.)